# All My Babies
 (décembre 2023).
Si vous disposez d'ouvrages ou d'articles de référence ou si vous connaissez des sites web de qualité traitant du thème abordé ici, merci de compléter l'article en donnant les références utiles à sa vérifiabilité et en les liant à la section « Notes et références ».
 (décembre 2023).
La mise en forme du texte ne suit pas les recommandations de Wikipédia : il faut le « wikifier ».
Les points d'amélioration suivants sont les cas les plus fréquents. Le détail des points à revoir est peut-être précisé sur la page de discussion.
- Les titres sont pré-formatés par le logiciel. Ils ne sont ni en capitales, ni en gras.
- Le texte ne doit pas être écrit en capitales (les noms de famille non plus), ni en gras, ni en italique, ni en « petit »…
- Le gras n'est utilisé que pour surligner le titre de l'article dans l'introduction, une seule fois.
- L'italique est rarement utilisé : mots en langue étrangère, titres d'œuvres, noms de bateaux, etc.
- Les citations ne sont pas en italique mais en corps de texte normal. Elles sont entourées par des guillemets français : « et ».
- Les listes à puces sont à éviter, des paragraphes rédigés étant largement préférés. Les tableaux sont à réserver à la présentation de données structurées (résultats, etc.).
- Les appels de note de bas de page (petits chiffres en exposant, introduits par l'outil «  Source ») sont à placer entre la fin de phrase et le point final[comme ça].
- Les liens internes (vers d'autres articles de Wikipédia) sont à choisir avec parcimonie. Créez des liens vers des articles approfondissant le sujet. Les termes génériques sans rapport avec le sujet sont à éviter, ainsi que les répétitions de liens vers un même terme.
- Les liens externes sont à placer uniquement dans une section « Liens externes », à la fin de l'article. Ces liens sont à choisir avec parcimonie suivant les règles définies. Si un lien sert de source à l'article, son insertion dans le texte est à faire par les notes de bas de page.
- La présentation des références doit suivre les conventions bibliographiques. Il est recommandé d'utiliser les modèles {{Ouvrage}}, {{Chapitre}}, {{Article}}, {{Lien web}} et/ou {{Bibliographie}}. Le mode d'édition visuel peut mettre en forme automatiquement les références.
- Insérer une infobox (cadre d'informations à droite) n'est pas obligatoire pour parachever la mise en page.

Pour une aide détaillée, merci de consulter Aide:Wikification.
Si vous pensez que ces points ont été résolus, vous pouvez retirer ce bandeau et améliorer la mise en forme d'un autre article.
Pour plus de détails, voir Fiche technique et Distribution.
All My Babies: A Midwife's Own Story est un film éducatif de 1953 écrit, réalisé et produit par George C. Stoney. Il a été utilisé pour former les sages-femmes dans le Sud des États-Unis et visait à encourager une meilleure collaboration entre les sages-femmes et le système de santé moderne. Le film a été produit par le ministère de la Santé publique de Géorgie. Il retrace la vie de Mary Francis Hill Coley (1900-1966), une sage-femme afro-américaine d'Albany, en Géorgie, qui a participé à la naissance de plus de 3 000 bébés au milieu du XXe siècle. Le 17 décembre 2002, le bibliothécaire du Congrès James H. Billington a annoncé que All My Babies faisait partie des 25 films sélectionnés cette année-là pour être ajoutés au National Film Registry.

## Synopsis
Le film a été produit comme moyen d'éduquer les « grand-mère sages-femmes », un terme désignant les femmes laïques afro-américaines qui étaient responsables de la majorité des accouchements chez les femmes noires et blanches dans les régions rurales du Sud, ainsi que leurs patientes. Il met l'accent sur l'importance pour les sages-femmes de maintenir des normes élevées de stérilité, illustré par un médecin relatant le décès récent d'un nourrisson dû à un manque de stérilité. Le film promeut aussi l'importance des soins prénatals à travers le personnage de Coley, ou "Miss Mary" comme elle est appelée, qui est présentée comme une experte. Il la suit lors de deux accouchements, le premier avec une femme ayant eu plusieurs naissances sans complication, et le second avec une femme ayant eu des fausses couches dues à un manque de soins prénatals. Sous la supervision attentive de Coley, les deux femmes mènent à bien leur grossesse et accouchent à domicile. All My Babies illustre une époque de transition vers une réglementation étatique plus stricte et la disparition progressive des sages-femmes non professionnelles (aussi appelées sages-femmes à accès direct) dans de nombreux États.

## Production
All My Babies a été écrit, produit et réalisé par le documentariste George C. Stoney. Ce film est l'un de ses premiers travaux et parmi les plus reconnus. Stoney a développé un intérêt pour le sujet dès son enfance, observant les sages-femmes à l'œuvre à des heures tardives, puis plus tard en tant que représentant sur le terrain dans le Sud, où il conduisait les sages-femmes et en apprenait plus sur leur profession. Avant cela, il avait collaboré avec le ministère de la Santé publique de Géorgie sur Palmour Street, un documentaire concernant la santé mentale au sein des familles noires. Fort de ce succès, le ministère a jugé Stoney apte à réaliser un film sur les sages-femmes et lui a initialement alloué un budget de 20 000 dollars. Cependant, le coût final de production a atteint 45 000 dollars, et le tournage s'est déroulé entre août 1951 et l'automne 1952.
Pour réaliser All My Babies, Stoney a collaboré avec le Dr William Mason, un Afro-Américain local, afin de gagner la confiance de la communauté noire. Parallèlement, grâce au soutien du ministère de la Santé, Stoney a œuvré à obtenir la confiance de la communauté blanche. Pour ce faire, il a assuré à la communauté blanche que le film ne suggérerait pas l'existence de tensions raciales et a collaboré avec la presse locale pour publier des articles favorables.
Stoney a également reçu l'appui de l'évêque Noah, un pasteur noir progressiste de l'Église du Royaume de Dieu, où Mary Coley était membre. L'évêque Noah a encouragé sa congrégation à ne pas craindre les Blancs, facilitant ainsi l'accueil de l'équipe de tournage entièrement blanche. Grâce à ces efforts, tant les membres noirs que blancs de la communauté, y compris l'équipe de tournage, ont pu collaborer, bien que la production n'ait pas été exempte de ségrégation ou de préjugés raciaux et régionaux entre la communauté, les acteurs blancs et l'équipe et les acteurs noirs.
En outre, l'establishment médical du Sud était mal à l'aise avec la manière dont le film valorisait le rôle des sages-femmes dans la communauté, ce qui reflétait les tensions et les défis de l'époque en matière de race et de profession médicale.
Avant de commencer le tournage de All My Babies, George C. Stoney a accompagné Mary Coley lors de ses visites à domicile pour effectuer des recherches de terrain. Cette démarche s'inspirait de son expérience avec Palmour Street, où il avait compris l'importance de rencontrer directement la communauté noire pour produire un film authentique, plutôt que de se fier uniquement à des informations fournies par des experts ou des livres. 
Coley a joué un rôle consultatif crucial dans la production, en aidant à planifier et à structurer les scènes pour qu'elles reflètent fidèlement la réalité de son travail. Bien que certaines scènes aient été scénarisées, le film se distingue particulièrement par une séquence de 15 minutes montrant en temps réel un accouchement, une technique développée par des cinéastes renommés comme Pare Lorentz et Robert Flaherty. Cette scène d'accouchement est rendue encore plus poignante par l'absence de dialogue, avec seulement le récit des médecins et de Coley, ainsi que la musique et les pleurs des nouveau-nés pour accentuer l'émotion.
La musique, composée par Louis Applebaum et interprétée par le Musical Art Chorus de Washington, D.C., ajoute une dimension de joie à la scène de l'accouchement. De plus, la voix de Coley elle-même est présente tout au long du film, chantant et offrant un soutien émotionnel aux mères, contribuant ainsi à l'authenticité et à la chaleur humaine du film.

## Réception
All My Babies a rencontré certaines réticences de la part du public en raison de sa représentation explicite d'une naissance, une scène que certains ont trouvée trop graphique. Malgré cela, le film a été projeté devant un public d'avant-garde à New York, notamment au Cinema 16 et au premier Flaherty Film Seminar en 1953. Il remplissait toutes les exigences du ministère de la Santé pour un accouchement sûr et était donc officiellement approuvé pour les audiences médicales, ce qui limitait sa projection à des séances privées. Cette restriction empêchait toute amende ou censure, notamment dans des lieux comme New York.
George C. Stoney a lui-même encouragé ces restrictions, non seulement pour protéger les sujets du film mais aussi pour en renforcer la légitimité en tant qu'outil éducatif. All My Babies a été distribué internationalement par des organisations telles que l'UNESCO, l'Organisation mondiale de la santé et l'UNICEF. Il a été largement utilisé dans les programmes des écoles de médecine et a servi à promouvoir le respect des sages-femmes par les médecins et l'établissement médical, notamment dans les pays où le film a été diffusé.
Le film a joué un rôle significatif en démontrant que l'établissement médical américain était ouvert à la collaboration avec les sages-femmes. Cependant, il convient de noter que le ministère de la Santé publique de Géorgie a accompagné le film d'une brochure indiquant que, bien que les sages-femmes soient vues comme une nécessité temporaire, la profession médicale ne les approuvait pas pleinement, les considérant comme une « nécessité temporaire et malheureuse ». Cette contradiction reflète la complexité des attitudes envers les sages-femmes à cette époque et le rôle qu'a joué All My Babies dans la mise en lumière et la discussion de ces questions.

## Préservation
En 2002, All My Babies a reçu un honneur notable lorsqu'il a été sélectionné pour être conservé dans le National Film Registry des États-Unis par la Bibliothèque du Congrès. Cette reconnaissance est attribuée aux films jugés « culturellement, historiquement ou esthétiquement significatifs », soulignant ainsi l'importance et l'impact durable du film sur la culture et l'histoire américaines.
En 2006, Christine Dell'Amore a contribué à la reconnaissance continue du film en écrivant un court article à son sujet. Cet article a probablement aidé à maintenir l'intérêt et la discussion autour du film, mettant en lumière son importance historique et culturelle.
En outre, les photographies de Robert Galbraith tirées du film ont servi de base à une exposition intitulée "Reclaiming Midwives: Stills from All My Babies", organisée par Linda Janet Holmes. Cette exposition a été présentée au Musée national d'histoire et de culture afro-américaines de la Smithsonian Institution, témoignant de l'impact culturel et historique du film bien au-delà de sa sortie initiale. L'exposition a non seulement rendu hommage au film lui-même mais a également contribué à célébrer et à réévaluer le rôle des sages-femmes, en particulier dans la communauté afro-américaine, mettant en lumière leur contribution essentielle et souvent sous-estimée à la santé publique et au bien-être des communautés.